# San Juan De Los Platanos
San Juan De Los Platanos är ett samhälle i Mexiko.   Det ligger i kommunen Apatzingán och delstaten Michoacán de Ocampo, i den södra delen av landet, 300 km väster om huvudstaden Mexico City. San Juan De Los Platanos ligger 270 meter över havet och antalet invånare är 2 000.
Terrängen runt San Juan De Los Platanos är varierad. Runt San Juan De Los Platanos är det ganska tätbefolkat, med 72 invånare per kvadratkilometer. Närmaste större samhälle är Apatzingán, 10,2 km sydost om San Juan De Los Platanos. Omgivningarna runt San Juan De Los Platanos är en mosaik av jordbruksmark och naturlig växtlighet.